# آذر، ماه آخر پاییز
این کتاب اولین بار در اسفند ماه ۱۳۲۷ منتشر شد و سپس بعد از سال‌ها و بعد از نایاب شدن نسخه‌های چاپ‌های پیش از انقلاب، در سال ۱۳۸۴ و از طرف نشر بازتاب نگار روانه بازار گردید. این مجموعه شامل هفت داستان با نام‌های: به دزدی رفته‌ها، آذر، ماه آخر پاییز، تب عصیان، در خم راه، یادگار سپرده، شب دراز، میان دیروز و فردا.
ابن مجموعه داستان جز اولین تجربه‌های داستان کوتاه از نویسندگان موسوم به نسل دومی‌های ادبیات داستانی به‌شمار می‌آید که در دهه سی خورشیدی در کنار نام نویسندهٔ بزرگی مثل بهرام صادقی با کتاب سنگر و قمقمه‌های خالی خوش درخشیده. این کتاب توانست پایه‌های اولیه داستان‌نویسی مدرن را در ایران قرار بدهد و با وجودی که شاید امروزه بتوان ایرادهای زیادی به کتاب وارد کرد ولی در دوره خود تأثیرگذار و جریان‌ساز بوده‌است.
بن‌مایه این داستان بیان ترس و اضطراب است و در ابتدای آن آمده‌است: واژه‌هایی چون ترشال، چلم، رمبیدن، رودار، کفه، لجمار، گناهی ندارند اگر در زبان مردم تهران به کار نمی‌روند و گمان نویسنده این است که به‌کار بردن این واژه‌ها که در زبان مردم جنوب است، بر غنای زبان فارسی می‌افزاید.